# Aleksandra Mieczkowska-Wichlińska
Aleksandra Mieczkowska-Wichlińska (ur. 18 października 1899 w Tucznie, zm. 5 lutego 1963 w Warszawie) – polska sanitariuszka, pielęgniarka, działaczka społeczna, powstaniec wielkopolski.

## Życiorys
Pochodziła z rodziny ziemiańskiej – jej ojcem był Lucjan Wichliński, a matką Justyna Emilia z Trzcińskich. Szkołę średnią ukończyła w Nowym Sączu, w tamtejszym klasztorze niepokalanek. Potem uczęszczała jeszcze przez dwa lata na Wyższe Kursy Żeńskie. Jeździła do Poznania w celu obserwacji obrad Sejmu Dzielnicowego (3–5 grudnia 1918). Działała w PCK, Kole Włościanek, Towarzystwie Kobiet Pracujących, Kole Młodych Polek, uczestniczyła w wiecach patriotycznych w Inowrocławiu i Tucznie. Pomagała matce w inicjowaniu działalności patriotycznej w regionie, dokształcała wiejskie dzieci, pisała wiersze i wspomnienia. Podczas powstania wielkopolskiego urządziła wraz z matką punkt opatrunkowy i wydawania żywności w Rucewie (strefa przyfrontowa). Pod Bydgoszczą uczestniczyła w akcji wymiany rannych jeńców.
W 1920 ukończyła w Poznaniu kurs pielęgniarski. Pracowała w Szpitalu Wojskowym w Bydgoszczy. W 1930 powróciła do Tuczna, po kilku podróżach zagranicznych i okresie przebywania w Warszawie. Od 1934 zamieszkiwała w majątku Woźniki. Podczas II wojny światowej mieszkała w Warszawie (do 1940), a potem w Słupi (powiat jędrzejowski), gdzie współpracowała z lokalnymi strukturami Armii Krajowej.
W lutym 1945 powróciła do Tuczna, gdzie utrzymywała się z wyprzedaży rodowego majątku. W latach 50. XX wieku przeprowadziła się z mężem do Świebodzina, gdzie się poważnie rozchorowała. Zmarła w Warszawie. Pochowana w Tucznie, w grobowcu rodzinnym pod lokalnym kościołem.

## Odznaczenia
Odznaczona:
- Medalem Niepodległości,
- Odznaką Honorową 59. Pułku Piechoty,
- Odznaką Frontu Pomorskiego[1].